# Missus
Il Missus (in friulano Anunziazion o Nunsiade) è la celebrazione della novena di Natale in uso nell'antica diocesi patriarcale di Aquileia, e conservata nell'arcidiocesi di Udine, in buona parte dell'arcidiocesi di Gorizia e della diocesi di Concordia-Pordenone, nonché in alcune aree di quella di Belluno-Feltre. Tale celebrazione, che si svolge ogni giorno dal 15 al 23 dicembre, è incentrata sul canto del brano evangelico che narra l'annuncio dell'angelo alla Vergine Maria (Lc 1,26-38), brano che inizia appunto con le parole Missus est angelus Gabriel a Deo.

## Origini
Le origini della tradizione liturgica del Missus, che è tuttora assai radicata nell'animo dei fedeli friulani, non sono state mai definite con assoluta certezza. Agli inizi del Novecento gli studiosi Ivan Trinko e Giuseppe Vale si limitarono a sottolinearne la matrice aquileiese, ma senza fornire argomentazioni decisive.
Le origini del canto dell'annunciazione nella novena prenatalizia friulana potrebbero infatti essere illuminate da alcuni indizi offerti dal Codex Rehdigeranus, un documento liturgico di area aquileiese del VI secolo corredato di un Capitulare evangeliorum; sulla base delle indicazioni offerte da quest'ultimo circa i brani evangelici da proclamare nelle diverse feste, si sa infatti che la V domenica di Avvento comportava la lettura della pericope lucana dell'annunciazione. Inoltre, in epoca medievale, tale pericope veniva proclamata in alcuni monasteri da un sacerdote in vesti bianche e con un ramo di palma in mano, in un tripudio di luci. «Quest'ultimo dettaglio – evidente allusione all'iconografia consueta per l'arcangelo Gabriele – permette di richiamare i cosiddetti misteri, quelle particolari manifestazioni di religiosità poste sul crinale tra liturgia e drammaturgia. Nel Medioevo, infatti, soprattutto sui sagrati delle chiese, si “mettevano in scena” le narrazioni bibliche per esprimere gli eventi salvifici. Così anche in Friuli, come in alcune altre realtà, sono state riscontrate testimonianze dello zu del agnul e de Maria, ricordato dai registri dei camerari gemonesi come vera drammatizzazione dell'annunciazione attraverso figuranti che rappresentavano i personaggi coinvolti nell'avvenimento. Chiaramente era la natura dialogica del racconto a favorire una rilettura drammatizzata e la distribuzione delle parti. La liturgia stessa ospitava forme rituali fortemente mimetiche, ovvero i drammi sacri; tra essi è degna di nota la Representatio angeli ad Mariam, come riportato dal processionale cividalese CI del XIII secolo».
Le numerose sacre rappresentazioni che avevano fino ad allora nutrito l'immaginario dei fedeli furono proibite, secondo Giuseppe Vale, contestualmente alla abolizione del rito patriarchino, avvenuta sullo scorcio del XVI secolo. Lo studioso suppone che il canto del vangelo, con formule diverse per il dialogo tra il cronista, l'angelo e la Vergine, fosse stato altresì recuperato nella novena di Natale istituita proprio negli stessi anni dal patriarca Francesco Barbaro. Dalla sua sede originaria, la chiesa plebanale udinese di Santa Maria di Castello, l'usanza si sarebbe diffusa in ampie aree della diocesi aquileiese.
È importante notare la specificità che la novena di Natale secondo la tradizione aquileiese riceve dalla pericope evangelica dell'annunciazione: secondo Vale, il canto del Missus quale parte della novena di Natale «era uso esclusivamente friulano, cosa provata dal fatto che in nessun formulario di preghiere per la novena stampato al di fuori del Friuli era compreso il testo di san Luca». Tale specificità è stata conservata anche nella recente revisione del rito a cura della Commissione liturgica dell'Arcidiocesi di Udine.

## Testo
La cantoria, accompagnata dall'assemblea, si divide in 3 voci: narratore (detto storico), angelo e Maria.
|         | Antico testo latino | Trasposizione in Friulano | Trasposizione in Italiano |
| ------- | --- | --- | --- |
| Storico | Missus est angelus Gabriel a Deo in civitatem Galileæ, cui nomen Nazareth, ad virginem desponsatam viro, cui nomen erat Joseph, de domo David, et nomen virginis Maria. Et ingressus angelus ad eam dixit: | L’agnul Gabriel ’l è stât mandât di Diu int’une citât de Galilee ch’ai disin Nazaret a Marie, une fantate morosade cun Josef de famee di Davìde. Une volte entrât l’agnul i à dit:                                                                                      | In quel tempo, l’angelo Gabriele fu inviato da Dio in una città della Galilea, di nome Nazareth, ad una vergine sposa di un uomo di nome Giuseppe, della stirpe di Davide; e il nome della vergine era Maria. L’angelo, entrando da lei, disse:                                                                                               |
| Angelo  | "Ave, ave gratia plena, Dominus tecum, benedicta tu in mulieribus." | “Gjolt Marie, plene di gracie, il Signôr al è cun te e benedete tu fra dutis li feminis.” | «Ave, piena di grazia; il Signore è con te; tu sei benedetta fra le donne» |
| Storico | Quæ cum audisset, turbata est in sermone eius et cogitabat qualis esset ista salutatio. Et ait angelus ei: | Scoltât chest a je restade un pôc spauride e si domandave ce ch’al podeve volê dî. | Mentre l’udiva, fu turbata alle sue parole, e si domandava cosa significasse quel saluto. E l’angelo le disse: |
| Angelo  | "Ne timeas, Maria, ne timeas, Maria, invenisti enim gratiam apud Deum. Ecce concipies in utero et paries filium, et paries filium et vocabis nomen eius Iesum. Hic erit magnus, hic erit magnus et Filius Altissimi vocabitur et dabit illi Dominus Deus sedem David patris eius et regnabit in domo Jacob in æternum, et regni eius non erit finis, non erit, non erit finis." | “No sta vê pôre Marie parcè che Diu ti à a grât, ve tu darâs in lûs un frut e tu i metarâs non Jesù. Al sarà grant e clamât fi di Diu il Signôr i darà la sente di so pari David. E al regnarà sule cjase di Jacop par simpri, e il so ream nol finarà, mai al finarà.” | «Non temere, Maria, poiché hai trovato grazia presso Dio. Ecco, concepirai nel tuo seno e partorirai un figlio, e gli porrai nome Gesù. Egli sarà grande e sarà chiamato Figlio dell’Altissimo, e il Signore Iddio gli darà il trono di Davide, suo padre: e regnerà sulla casa di Giacobbe in eterno, e il suo regno non avrà fine»          |
| Storico | Dixit autem Maria ad angelum: | Alore Marie e à dit al agnul: | Allora Maria disse all’angelo: |
| Maria   | "Quomodo fiet istud, quoniam virum non cognosco?" | “Cemût podial sucedi dut chest dal moment che jo o soi vergjine?” | «Come avverrà questo, poiché non conosco uomo?» |
| Storico | Et respondens angelus dixit ei: | E l’agnul i à rispuindût cussì: | L’angelo le rispose, dicendo: |
| Angelo  | "Spiritus Sanctus superveniet in te et virtus Altissimi obumbrabit tibi. Ideoque et quod nascetur ex te sanctum vocabitur Filius Dei. Et ecce Elisabeth cognata tua et ipsa concepit filium in senectute sua, et hic mensis sextus est illi quæ vocatur sterilis, quia non erit impossibile apud Deum omne verbum."                                                             | “Il Spirtu Sant al vignarà jù sore di te e il Signôr ti compagnarà e la so fuarce a ti darà, par chest il frut ai disaran sant e fi di Diu. E ve che tô cusine Elisabete, ancje se viele a spiete un frut: di fat nol è nuie che Diu nol puedi fâ”                      | «Lo Spirito Santo scenderà su di te e la potenza dell'Altissimo ti coprirà della sua ombra. Per questo il Santo, che nascerà da te, sarà chiamato Figlio di Dio. Ed ecco, Elisabetta, tua parente, ha concepito anch’essa un figlio nella sua vecchiaia ed è già al sesto mese, lei che era detta sterile: poiché niente è impossibile a Dio» |
| Storico | Dixit autem Maria: | Alore Marie i à rispuindût: | Allora Maria disse: |
| Maria   | "Ecce ancilla Domini, ancilla Domini, fiat mihi secundum verbum tuum." | “Vemi ca, vemi ca, ve la sierve dal Signôr: che Diu al fasedi di me come che tu tu mi âs dit, come che tu tu mi âs dit!” | «Ecco la serva del Signore: sia fatto a me secondo la tua parola» |

## Forme musicali
La consuetudine delle comunità rurali ha dato particolare impulso a questa celebrazione, rivestendo il testo lucano di forme musicali peculiari. Mentre non ci sono note le intonazioni del Missus in uso nei secoli XVI, XVII e XVIII, sono tuttora vive, soprattutto in Carnia, quelle che seguono gli stilemi della tradizione orale chiamata ‘patriarchina’, tipiche dei luoghi in cui non era possibile una esecuzione musicale più organizzata. La presenza di queste forme, che si affiancano a quelle d'autore ottocentesche e novecentesche, fa sì che il genere del Missus rappresenti «un vero e proprio problema di storiografia musicale, da investigare integrando gli strumenti della ricerca musicologica e dell'etnomusicologia, oltre a quelli della storia liturgica locale».
A partire dalla fine del Settecento, alla creazione di brani musicali sulla pericope evangelica del Missus si sono dedicati gli autori locali più affermati; il primo compositore di un Missus in ‘canto figurato’ fu, secondo Vale, Giovanni Battista Tomadini, ma tra le sue opere attualmente censite non ne compare alcuno; un primato cronologico spetterebbe invece al Missus di Domenico Carminati (datato «Venzone 1800»), maestro di cappella a Palmanova); tra gli altri compositori si ricordano almeno Giovanni Battista Candotti, Jacopo Tomadini, Vittorio Franz (autore di cinque Missus), Raffaele Tomadini, Giovanni Battista Cossetti, Carlo Rieppi, Antonio Foraboschi e molti altri. Tra queste composizioni, va segnalato per il notevole successo il Missus op. 517 di Candotti, che si è divulgato nella prassi delle comunità friulane piccole e grandi, e «rappresenta un interessante caso di raccordo fra la storia musicale scritta e la tradizione orale sia per l'evidente richiamo al modello del missus tradizionale (nell'incipit), sia per la sua larga diffusione quale prodotto musicale ‘popolare’». Negli ultimi anni del secolo, in particolare l'attivismo dei ceciliani friulani comportò il rilancio di una tradizione che persiste anche nella contemporaneità, in un percorso che testimonia il mutare degli orientamenti estetico-musicali nel corso del tempo.